# Neolophonotus flavibarbis
Neolophonotus flavibarbis är en tvåvingeart som först beskrevs av Macquart 1838.  Neolophonotus flavibarbis ingår i släktet Neolophonotus och familjen rovflugor. Inga underarter finns listade i Catalogue of Life.